# Grevillea haplantha
Grevillea haplantha är en tvåhjärtbladig växtart. Grevillea haplantha ingår i släktet Grevillea och familjen Proteaceae.

## Underarter
Arten delas in i följande underarter:
- G. h. haplantha
- G. h. recedens